# Fort de Planoise

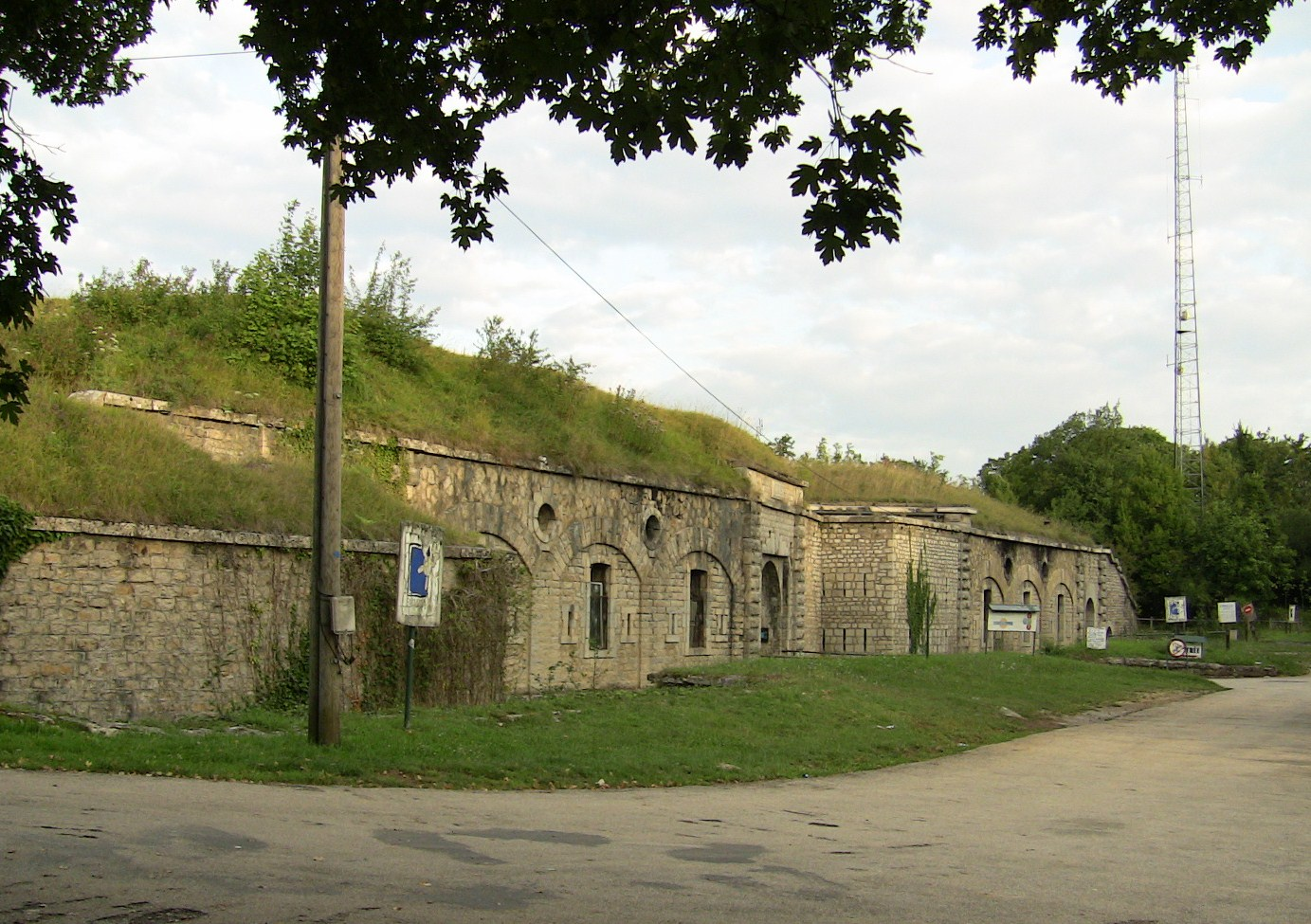
Fortezza principale.

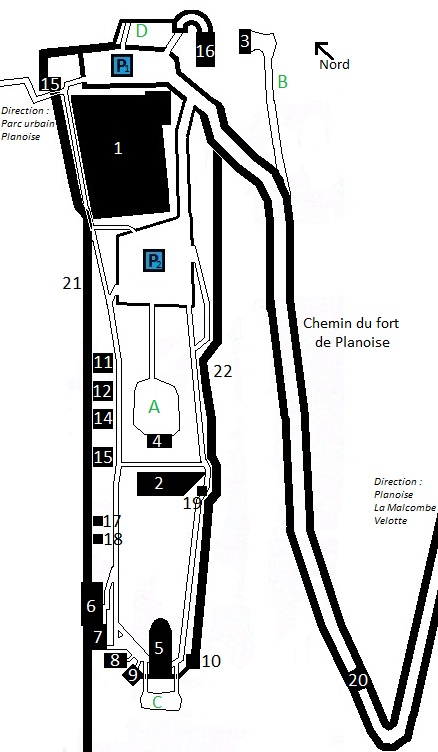
Piano del piazzaforte di Planoise.

Fort de Planoise, conosciuto anche come Fort Moncey, era una fortezza inclusa nel sistema Séré de Rivières, un insieme di fortificazioni posto a protezione dei confini e delle coste francesi. Il forte, costruito tra il 1877 e il 1892, era situato nei pressi della città di Besançon - che costituiva un importante nodo stradale e ferroviario - e faceva parte integrante della piazzaforte di Besançon. Il forte domina le valli del Doubs, a 490 metri di altitudine.